# 清水幹太
清水 幹太（Qanta Shimizu、しみず かんた、1976年 - ）、日本のクリエイティブ・ディレクター。東京都世田谷区出身。ニューヨーク在住。

## 人物・来歴
駒場東邦高等学校卒業。東京大学法学部在学中（のち中退）から都内のデザイン事務所を経てDTP組版等に従事。2005年12月より株式会社イメージソース/ノングリッドに参加し、本格的にインタラクティブ制作に転身、クリエイティブディレクター/テクニカルディレクターとしてウェブサイトからデジタルサイネージまで様々なフィールドに渡るコンテンツ企画・制作に関わる。
2009年11月より株式会社イメージソース執行役員、2011年4月より株式会社パーティーのクリエイティブディレクターに就任。
主な受賞歴に、カンヌ国際広告祭（金賞）、AdFest（グランプリ）、東京インタラクティブアドアワード（グランプリ）、One Show Interactive（Gold Pencil）等。
家族構成は妻と2男1女。父は詩人・批評家の清水鱗造で、母も詩人の堀亜夜子。
2020年3月17日より、自身のnoteで「NY非常事態日報」と銘打ち、新型コロナウイルス感染症の流行による非常事態下のニューヨークについてレポート記事を書きつつ、日本への帰国を検討していたところ、自身も新型コロナウイルスに感染していると医師から診断を受ける（検査は未実施のため、陽性かどうかは未確認）。4月3日に「NY感染体験記（未確定）」というタイトルでnoteに記事を投稿した。

## 出演

### ウェブ番組
- ポリタスTV（YouTube、2023年7月13日）

## 関連記事
- ニューヨーク突撃記 PARTY NYC の挑戦